# Станция имени Антона Болеслава Добровольского
Станция им. Антона Болеслава Добровольского (пол. Stacja im. Antoniego Bolesława Dobrowolskiego, кратко — Добровольский, пол. Dobrowolski, в 1956—1958 годы — Оазис) — закрытая польская антарктическая станция, расположенная в Восточной Антарктиде, в центре Оазиса Бангера на Берегу Нокса. Третья советская станция в Антарктиде и первая польская.
Из-за труднодоступности была использована только в течение короткого периода. Находится в 360 км к востоку от Мирного.

## История

### «Оазис»
23 января 1956 года восемь советских учёных-полярников прибыли на самолётах ЛИ-2, АН-2 и вертолёте МИ-4 в оазис Бангера для рекогносцировки. В двадцати километрах от оазиса Бангера, свободном от снега и льда круглый год, была создана временная экспедиционная база, на которой в течение недели выполнялись научные наблюдения, после чего учёные возвратились в Мирный.
В начале апреля 1956 года в район оазиса были доставлены первые экспедиционные грузы и продолжились работы по созданию станции.
6 августа на самолете АН-2 И. И. Черевичный, А. А. Каш, Е. С. Короткевич и Е. И. Червов совершили полёт в оазис и приземлились на озере Фигурном. Участники экспедиции были застигнуты ураганом и, не найдя подходящего для станции места, вернулись в Мирный.
Место для строительства станции на северном пологом берегу Фигурного озера (66°16' ю. ш., 100°45' в. д.) было выбрано лишь 27 августа 1956 года в результате ряда рекогносцировочных полётов. Оно отвечало следующим условиям: наличие пресной воды, а также удобных площадок для посадки вертолётов и самолётов.
В сентябре 1956 года, в конце антарктической зимы, коллектив экспедиции, базировавшийся в посёлке Мирный, приступил к созданию небольшой постоянной научной станции в оазисе Бангера. За несколько дней до прилёта группы уже было переброшено на озеро Фигурное значительное количество стройматериалов, продовольствие и небольшой трактор. У места разгрузки самолёта была создана временная база, установлена палатка КАПШ 1.
19 сентября через несколько дней на самолёте ЛИ-2 в оазис прилетела группа полярников в составе шести человек во главе с Е. С. Короткевичем. С этого времени были начаты регулярные метеорологические наблюдения.
21 сентября начали переброску грузов к месту строительства станции и приступили к сборке жилых домов. Были быстро собраны два домика Шапошникова с каменными цоколями, объединённых тамбуром (в тамбуре была установлена газовая плита). Первый дом использовался для жилья, в нём находились раскладные койки в два яруса; второй дом разделили на две части, в одной — разместили радиостанцию, во второй — столовую. Для защиты домов от ураганов с наветренной стороны почти до половины завалили камнями, а крыши укрепили поперечными бандажами из тросов.
Позднее был собран третий домик ПДШ-4, который также использовался для жилья. В 300 м от
домиков располагалась площадка для стоянки вертолётов.
15 октября состоялось торжественное открытие станции Оазис. Первоначально сотрудниками станции были два человека — начальник, он же радист, П. Д. Целищев и метеоролог А. Мусаилов.
На протяжении 109 дней они два раза в сутки передавали в эфир синоптические сводки, которые содержали сведения о температуре, влажности воздуха и почвы, атмосферном давлении, ветре, осадках, облачности и горизонтальной видимости. Все эти данные весьма ценны.
31 января 1957 года зимовщиков Первой комплексной антарктической экспедиции сменили участники Второй континентальной антарктической экспедиции. Теперь на станции Оазис работало семь полярников различных специальностей. Объём и программа работы значительно увеличились, станция стала базой для выполнения отдельных работ экспедиционных групп и партий геологов, биогеографов и других учёных, прибывающих сюда из Мирного.
Станция располагала жилыми и служебными помещениями, научными павильонами и оборудованными лабораториями, радиостанцией, электрозарядной станцией, трактором и моторной лодкой. Выше лагеря на открытой местности разместилась первоклассная по тем временам метеорологическая площадка с множеством новейших по тем временам автоматических и полуавтоматических приборов и дистанционных установок.
Летом переброска грузов производилась самолётами из Мирного на ледяной аэродром в 15 км от станции, откуда грузы доставлялись на станцию вертолётами. В зимний период посадки тяжёлых и лёгких самолётов совершались непосредственно возле станции на лёд озера Фигурного.
В 1957 году на станции зимовало 7 человек под руководством аэролога Г. И. Пащенко, в 1958 г. — 8 человек во главе с гидрометеорологом Б. И. Имерековым.
Станцию закрыли 17 ноября 1958 года в связи с окончанием программы Международного геофизического года.

### Станция им. Добровольского
23 января 1959 года была передана Академии наук Польской Народной Республики, получила название Добровольская, в честь польского учёного Антона Болеслава Добровольского, участника бельгийской антарктической экспедиции 1897—1899 годов. Домики станции были названы «Варшава» и «Краков».
В течение нескольких лет польские ученые не участвовали в антарктических экспедициях. Антарктическим летом 1965—1966 года станцию Добровольского посетила группа из четырёх польских геофизиков в сопровождении советского полярника. Во время этой экспедиции был потерян самолёт советской команды, который приземлился на льду залива Фигурного озера; лед оказался слишком слабым, и машина утонула.
Усилия на отправку следующей группы научно-исследовательской станции в сезоне 1973—1974 и не увенчались успехом.
Последняя польская экспедиция на станцию им. Добровольского состоялась в январе 1979 года. Участники вели исследования в широком диапазоне, включающем геоморфологию, гравиметрию, метеорологию и геодезические работы. 21 февраля, после внезапной смены погоды, команду пришлось эвакуировать на станцию Мирный. После этого станция не использовалась.
14 января 1986 года Австралия открыла летнюю станцию Edgeworth David Base, в 7,5 км на северо-запад от станции им. Добровольского, на краю Оазиса.
В 1987 году станцию посетили советские полярники и поставили дополнительные здания, примерно в 200 метрах на запад от старых построек.
В настоящее время база числится станцией законсервированной, то есть недействующей, но не упразднённой. Станцию периодически посещают российские и австралийские исследователи. Австралийцы установили там референтную станцию GPS (для исследования системных ошибок). Здания станции стоят на скалах, а не леднике, благодаря чему не изменяют своего географического положения в результате движения льда.

## География и климат
Район сложен метаморфическими и изверженными породами: архейскими гнейсами и гранитами. Эти породы местами прерываются дайками и жилами более молодых долеритов. Растительность представлена, главным образом, эпилитными лишайниками; по руслам ручьев наблюдаются дернинки мхов и водоросли. Животный мир беден.